# Elizabeth Grosz
Elizabeth Grosz (1952, Sídney, Australia) es una filósofa, teórica feminista, y profesora australiana. Es profesora Jean Fox O'Barr de Estudios de la Mujer en la Universidad Duke. Ha escrito sobre los filósofos Jacques Lacan, Jacques Derrida, Michel Foucault, Luce Irigaray, y Gilles Deleuze, como así también sobre género (ciencias sociales), sexualidad humana, temporalidad, y teoría evolutiva darwiniana.

## Biografía
Grosz obtuvo su Ph.D. por el Departamento de Filosofía General, de la Universidad de Sídney, donde fue profesora de 1978 a 1991. En 1992, se mudó a la Universidad de Monash. Desde 1999 hasta 2001, fue profesora de literatura comparada y de filología inglesa en la Universidad Estatal de Nueva York en Búfalo. Enseñó en la Universidad Rutgers, en el Departamento de Estudios de Mujer y de Género; y, desde 2002 hasta convertirse en profesora de Estudios de la Mujer y Literatura, en la Duke en 2012.

## Obra

### Algunas publicaciones
- Sexual Subversions: Three French Feminists (1989)

- Jacques Lacan: A Feminist Introduction (1990)

- Volatile Bodies: Toward a Corporeal Feminism (1994)

- Space, Time and Perversion: Essays on the Politics of Bodies (1995)

- Architecture from the Outside: Essays on Virtual and Real Space (2001)

- The Nick of Time: Politics, evolution, and the untimely (2004)

- Time Travels: Feminism, nature, power (2005)

- Chaos, Territory, Art: Deleuze and the Framing of the Earth (2008)

- Becoming Undone: Darwinian Reflections on Life, Politics and Art (2011)

- The Incorporeal: Ontology, Ethics, and the Limits of Materialism (2017)